# Трусов Володимир Анатолійович
Володи́мир Анато́лійович Тру́сов (1993—2022) — майор Збройних сил України (посмертно), учасник російсько-української війни, що трагічно загинув під час російського вторгнення в Україну.

## Життєпис
Народився 25 лютого 1993, с. Гриньки Полтавської області. З 11 років займався вільною боротьбою, був чемпіоном Полтавської області та призером Всеукраїнських ігор. У 2009-му переїхав до міста Кременчук. Навчався у Кременчуцькому військовому ліцеї. У 2018-му призначений командиром роти снайперів. Того ж року закінчив Кременчуцький національний університет за спеціальністю «Автомобільний транспорт». Брав участь у боях під Мар’їнкою, Авдіївкою, в районі села Зайцеве, шахти Бутовка, станиці Луганської та міста Щастя. 27 лютого 2021 року звільнився з лав ЗСУ у званні капітана. У перший день повномасштабного вторгнення, 24 лютого 2022 року, одразу підписав контракт з 81-ю окремою аеромобільною бригадою. Капітан, військовослужбовець 5-ї БТГ 81 ОАЕМБр. Випускник Кременчуцького військового ліцею (2011), випускник НАСВ ім. Гетьмана Петра Сагайдачного. Учасник АТО/ООС. Нагороджений за високу професійність і мужність, зокрема, нагрудним знаком Козацький Хрест ІІІ ступеня.

## Загибель
Загинув під час зачистки с. Малинівка недалеко від м. Запоріжжя. Бронежилет стримав 3 кулі, але уламок міни під час мінометного обстрілу пройшов під бронежилетом і виявився смертельним.

## Нагороди
Посмертно Володимиру Трусову надано чергове військове звання майор і нагороджено орденом Богдана Хмельницького ІІІ ступеня .